# مقتل جمال خاشقجي
مقتل جمال خاشقجي هي عمليّة اغتيال وقعت في 2 أكتوبر 2018، في القنصلية السعودية في إسطنبول بتركيا. ظل مقتل جمال خاشقجي غير رسمي، حتى صدر بيان من النيابة العامة السعودية في 20 أكتوبر 2018، أثبت الحادثة وكشف عن ظروف الوفاة.
أدّت الحادثة إلى إنهاء خدمات عدد من الضباط بالاستخبارات العامة السعودية على رأسهم أحمد عسيري نائب رئيس الاستخبارات، إضافة إلى عزل سعود القحطاني المستشار بالديوان الملكي السعودي من منصبه، وتشكيل لجنة برئاسة ولي العهد السعودي محمد بن سلمان لإعادة هيكلة رئاسة الاستخبارات العامة السعودية.
اعتُقل حتى صباح 20 أكتوبر/تشرين الأول 2018 في السعودية – إثر عمليّة الاغتيال – 18 شخصًا سعوديًا على ذمة التحقيق، بينما حُقّق مع ثلاثة متهمين آخرين حتى تاريخ 15 نوفمبر 2018، وأعلنت المملكة عن التزامها بتقديم جميع المتهمين إلى العدالة، ومحاسبة جميع المتورطين «بالحادثة»، فيما أعلن البيت الأبيض في بيانٍ رسمي عن مواصلة الولايات المتحدة متابعة التحقيقات على المستوى الدولي في مقتل جمال خاشقجي، وقد رحّب الرئيس الأمريكي بالإعلان السعودي، فيما أعلن مصدر سعودي لـرويترز أن ولي العهد السعودي «لم يكن لديه علم بعملية خاشقجي» كاشفًا عن عدم وجود أي «أوامر بقتله أو حتى بالتحديد خطفه ولكن هناك أمرًا دائمًا من رئاسة الاستخبارات بإعادة المعارضين للمملكة» بحسب تعبيره. وصرح وليّ العهد نفسه في مقابلة سابقة مع وكالة بلومبيرغ: «ما أعرفه هو أنه دخل وخرج بعد دقائق قليلة أو ربما ساعة، أنا لست متأكدًا، نحن نحقق في هذا الأمر من خلال وزارة الخارجية لمعرفة ما حدث بالضبط في ذلك الوقت.». وفي لقاء مع نورا أودونيل بث في 29 سبتمبر 2019، على شبكة سي بي إس الأمريكية، قبيل الذكرى السنوية الأولى لمقتل خاشقجي، صرّح ولي العهد السعودي الأمير محمد بن سلمان بأنّ عملية قتل جمال خاشقجي «جريمة بشعة» لم تأمر القيادة السعودية بها، لكنّه مع ذلك يتحمل «المسؤولية الكاملة» عنها، ذلك أن حادثة القتل جرت في «ظل إدارته». مؤكدًا ألا مصلحة للحكومة السعودية بقتله، وأن الخطر الذي يتهدّد السعودية هو من هذه «الجريمة البشعة التي استهدفت صحفي سعودي في قنصلية سعودية»، مضيفًا لا يمكن تصوّر «الألم» الذي صنعته هذه الجريمة، خصوصًا لدى قيادة وحكومة المملكة العربية السعودية.

## التسلّسل الزمني
- 2 أكتوبر 2018:
  - الساعة: 13:14:40 ظهرًا: دخل جمال خاشقجي القنصلية السعودية في إسطنبول.
  - الساعة: 17:00:00 مساءً: أعلنت خطيبته خديجة جنكيز بعد 4 ساعات على انتظاره خارج القنصلية أنه مازال بالداخل.
- 3 أكتوبر 2018:
  - أعلنت تركيا أن خاشقجي مازال داخل القنصلية.
  - نفت السعودية وجود خاشقجي داخل القنصلية.
  - أعلنت الخارجية الأمريكية أنها تتابع موضوع اختفاء جمال خاشقجي عن كثب.
- 5 أكتوبر 2018:
  - أعلن ولي العهد السعودي محمد بن سلمان: «السعودية ترحب بتفتيش ودخول السلطات التركية لمبنى القنصلية» مضيفًا في حوار له مع وكالة بلومبيرغ الأمريكية: «المملكة ليس لديها ما تخفيه بشأن قضية خاشقجي».
- 6 أكتوبر 2018:
  - أعلنت السلطات التركية فتح تحقيق بشأن اختفاء خاشقجي.
- 7 أكتوبر 2018:
  - صرح الرئيس التركي رجب طيب أردوغان أنه يتابع قضية خاشقجي بشكل شخصي، وأنه يشكر المملكة العربية السعودية على تعاونها في القضية.
- 8 أكتوبر 2018:
  - أعرب الرئيس الأمريكي دونالد ترمب عن قلقه بشأن اختفاء خاشقجي وطالب بتحقيق شفاف في اختفائه.
- 10 أكتوبر 2018:
  - المملكة العربية السعودية تعرض إنشاء مجموعة عمل مشتركة مع تركيا للتحقيق في اختفاء خاشقجي.
  - تركيا توافق على العرض السعودي.
- 12 أكتوبر 2018:
  - وزير الداخلية السعودية عبد العزيز بن سعود يستنكر «ما تتداوله بعض وسائل الإعلام من اتهامات غير صحيحة بشأن اختفاء خاشقجي» كاشفًا عن عدم وجود أية أوامر من القيادة السعودية بما حدث في القنصلية السعودية، مضيفًا: «أن ما يُتداول بوجود أوامر بقتل خاشقجي هي أكاذيب».
  - وصول الفريق السعودي إلى تركيا وبدء مهمته في التحقيق.
- 15 أكتوبر 2018:
  - المملكة العربية السعودية تسمح بتفتيش القنصلية السعودية في إسطنبول، حيث استغرق فريق التحقيق تسع ساعات من التفتيش.
  - الملك سلمان يتلقى اتصالًا هاتفيًا من الرئيس الأمريكي دونالد ترامب.
- 17 أكتوبر 2018:
  - السلطات التركية تقوم بتفتيش بيت القنصل السعودي في إسطنبول محمد العتيبي، وقد انتهى التفتيش باليوم نفسه.
- 20 أكتوبر 2018:
  - الساعة: 00:52:00 ليلًا: النيابة العامة السعودية تعلن وفاة جمال خاشقجي.[6]
  - الساعة: 01:02:00 ليلًا: توعّد سعودي بمحاسبة جميع المتورطين بالحادثة.[7]
  - الساعة: 01:07:00 ليلًا: تشكيل لجنة برئاسة ولي العهد السعودي محمد بن سلمان تضم كل من وزيري الخارجية والداخلية.[8]
  - الساعة: 01:13:00 ليلًا: إعفاء نائب رئيس الاستخبارات السعودية أحمد عسيري.[9]
  - الساعة: 01:18:00 ليلًا: إنهاء خدمات عدد من ضباط الاستخبارات العامة السعودية.[10]
  - الساعة: 01:23:00 ليلًا: إعفاء المستشار بالديوان الملكي السعودي سعود القحطاني.[11]
- 26 أكتوبر 2018:
  - خطاب الرئيس التركي رجب طيب أردوغان والذي أضاف فيه عددًا من الاسئلة التي تحتاج للإجابات من المسؤولين السعوديين.
- 27 أكتوبر 2018: (الجمعة) خطاب رجب طيب أردوغان أمام أعضاء حزب العدالة والتنمية.

## اختفاء خاشقجي
شوهد جمال خاشقجي آخر مرة في 2 أكتوبر 2018، وهو يدخل مبنى القنصلية السعودية في إسطنبول لاستخراج أوراق ترتبط بزواجه المقبل، وقالت خطيبته خديجة جنكيز التي كانت في انتظاره بالخارج، إنه لم يخرج قط وذكرت مصادر تركية أنها تعتقد أن خاشقجي قد قُتل داخل القنصلية. في السياق ذاته؛ أعلنَ مصدر مقرب من الحكومة التركية لوكالة فرانس برس أن الشرطة التركية «تعتقد في استنتاجاتها الأولية، أن الصحافي السعودي جمال خاشقجي قُتل في القنصلية بأيدي فريق أتى خصيصًا إلى اسطنبول وغادر في اليوم نفسه.» جديرٌ بالذكر هنا أنّ الشرطة التركية كانت قد أعلنت في وقتٍ سابق أن فريقًا من السعوديين توجه إلى القنصلية السعودية في إسطنبول عندما كان جمال خاشقجي موجودًا فيها، وأن الأخير لم يغادر أبداً الممثلية الدبلوماسية التي زارها بغرض إجراء معاملات إدارية، وعلى النقيض من ذلك، نفى مصدر مسؤول – لم يُكشف عن اسمه – في القنصلية العامة للسعودية في إسطنبول هذه التقارير بحسب ما أوردت وكالة الأنباء السعودية حيث قال: «هذه اتهامات عارية عن الصحة، هذه التصريحات لم تصدر من مسؤولين أتراك مطلعين أو مخول لهم التصريح عن الموضوع.»

## مقتله

### الرواية السعودية
بحسب مصادر سعودية فإنّ «المشتبه بهم في الحادثة، توجهوا إلى إسطنبول لمقابلة خاشقجي بشأن عودته إلى السعودية» وجاء في بيان صادر عن النيابة العامة السعودية أن المواطن جمال خاشقجي توفي بعد «مناقشات تمت بينه وبين الأشخاص الذين قابلوه أثناء تواجده في قنصلية المملكة في إسطنبول
وتطوّرت المناقشات حتى أفضت إلى حدوث شجار واشتباك بالأيدي مع جمال خاشقجي مما أدى إلى وفاته.
»
وقال مصدر له صلات وصفت «بالوثيقة بالقصر الملكي السعودي» بحسب ما بثته شبكة سي إن إن الأمريكية «سبب الوفاة هو خنق أو خنق خلال المشاجرة» حسب تعبيره.

### الرواية السعودية الثانية (غير رسمية حتى الآن)
في 21 أكتوبر/تشرين الأول 2018؛ نشرت وكالة رويترز للأنباء تقريرًا يتضمّن بحسب وصفها «أحدث رواية» مقتل جمال خاشقجي بناءًا على معلومات قدمها مسؤول سعودي طلب عدم الكشف عن هويته، وجاء في الرواية الجديدة أن الفريق السعودي المكوّن من 15 شخصًا، شُكِّل بأمر من اللواء أحمد عسيري وأن المستشار بالديوان الملكي السعودي سعود القحطاني «شارك في إعداد العملية» وأن عسيري «منحهم سلطة التصرف دون الرجوع إلى القيادة». وقال المسؤول «أن هناك أمرًا دائمًا بالتفاوض على عودة المعارضين بطريقة سلمية». كانَ الفريق بقيادة العقيد ماهر مطرب؛ وقد أرسلوا للقاء خاشقجي في القنصلية السعودية في إسطنبول في الثاني من أكتوبر 2018 للتفاوض معه من أجل العودة إلى السعودية. كان الفريق قد تجهّز من أجل احتجاز خاشقجي في مكان آمن خارج إسطنبول لبعض الوقت لإدارة عملية التفاوض والإفراج عنه في نهاية الأمر إذا رفض العودة إلى السعودية، إلا أنّ «الأمور ساءت من البداية إذ أن الفريق تجاوز التعليمات ولجأ سريعًا إلى العنف» وهو ما أدّى إلى شجار بين الطرفين، توفي على إثره خاشقجي، وقد ارتدى أحد أفراد الفريق – ويدعى مصطفى المدني – ملابس خاشقجي وغادر من الباب الخلفي للقنصلية ليبدو الأمر وكأن خاشقجي غادر القنصلية. ونفى المسؤول أن يكون الفريق قد قطّع جثة جمال مشيرًا إلى أن «النتائج الأولية للتحقيق لا تشير إلى ذلك» وأضاف: «الجثة تم لفها بسجادة وتسليمها إلى «متعاون محلي» للتخلص منها». وقدم المسؤول السعودي لرويترز ما قال إنها وثائق مخابرات سعودية تكشف فيما يبدو عن خطة لإعادة المعارضين، بالإضافة إلى الوثيقة التي تخصَّ عملية التفاوض مع خاشقجي كما عرض شهادة من أشخاص ضالعين فيما وصفها بتغطية الفريق الذي ذهب للقاء خاشقجي على ما حدث والنتائج الأولية لتحقيق داخلي ولم يقدم المسؤول السعودي بحسب ذات الوكالة أي دليل لإثبات نتائج التحقيق والأدلة الأخرى.
ووفقا لأحدث نسخة من الرواية، قال المسؤول إن الحكومة السعودية أرادت إقناع خاشقجي بالعودة إلى السعودية كجزء من حملة للحيلولة دون تجنيد ما وصفه ب«أعداء البلاد للمعارضين السعوديين». من أجل ذلك شكل نائب رئيس الاستخبارات العامة أحمد عسيري فريقًا من 15 فردًا من الاستخبارات والأمن للذهاب إلى إسطنبول ومقابلة خاشقجي في القنصلية ومحاولة إقناعه بالعودة، وحين دخل خاشقجي القنصلية، وُجِّه إلى مكتب القنصل العام، حيث تحدث معه العقيد ماهر مطرب معه عن العودة إلى السعودية إلا أن خاشقجي رفض وأبلغ مطرب أن شخصًا ما ينتظره بالخارج وسيتصل بالسلطات التركية إذا لم يظهر خلال ساعة، وكانت خديجة جنكيز خطيبة خاشقجي أبلغت وكالة رويترز إن خاشقجي كان قد سلمها هاتفيه المحمولين وطلب منها أن تنتظره خارج القنصلية وتتصل بمساعد للرئيس التركي إذا لم يعد.

#### ظروف الموت
داخل القنصلية، وفقا لرواية المسؤول، قال خاشقجي لمطرب: «هذا الأمر مخالف للأعراف الدبلوماسية والأنظمة الدولية، ماذا ستفعلون بي هل لديكم نية لخطفي؟» ورد مطرب «نعم سنخدرك وسنقوم باختطافك» وهو ما وصفه المسؤول بمحاولة تخويف تخالف هدف المهمة، وعندما رفع خاشقجي صوته أصيب الفريق بذعر، ووفقا لرواية الحكومة حاولوا أن يسكتوه وكتموا أنفاسه؛ فقال المسؤول: «نتيجة إصرار جمال رفع صوته وإصراره مغادرة المكتب حاولوا تهدئته لكن تحول الأمر إلى عراك بينهم ... ما اضطرهم لتقييد حركته وكتم نفسه»
وأضاف: «حاولوا أن يسكتوه لكنه مات. لم تكن هناك نية لقتله». وردًا على سؤال حول ما إذا كان الفريق خنق خاشقجي قال المسؤول: «إذا وضعت شخصًا في سن جمال في هذا الموقف سيموت على الأرجح».

#### الجثة
قال المسؤول السعودي إنه من أجل التغطية على جريمة قتل خاشقجي «لفّ الفريق جثة خاشقجي في سجادة وأخرجوها في سيارة تابعة للقنصلية وسلّموها إلى «متعاون محلي» لكي يتخلص منها». وأضاف المسؤول السعودي أن «صلاح الطبيقي خبير الأدلة الجنائية والطب الشرعي حاول إزالة أي أثر للحادث». وقال المسؤول السعودي إن المتعاون المحلي -لم يكشف عن جنسيته- يقيم في إسطنبول، وأن «المحققين يحاولون معرفة مكان الجثة».

#### تمويه
بعد مقتل جمال خاشقجي؛ ارتدى أحد أفراد الفريق – ويدعى مصطفى المدني – ملابس خاشقجي ونظارته وساعته الأبل وغادر من الباب الخلفي للقنصلية في محاولة لإظهار أن خاشقجي خرج من المبنى، وتوجه المدني إلى منطقة السلطان أحمد حيث تخلّص من متعلقات خاشقجي.

#### التغطية على الجريمة
قال مسؤول سعودي لوكالة رويترز إن الفريق الذي كان مُرسلًا للقاء جمال خاشقجي كتب بعد عودته «تقريرًا مزورًا لرؤسائهم» مفاده: «سُمِحَ لخاشقجي بمغادرة القنصلية بعد أن حذر الأخير من أن السلطات التركية ستتدخل» وأنهم بعد أن فشلوا في إقناع جمال خاشقجي بالمفاوضات «غادروا تركيا سريعًا قبل اكتشاف أمرهم». وقال المسؤول السعودي لرويترز أن جميع أفراد الفريق ومجموعهم 15 شخصًا اعتقلوا ويجري التحقيق معهم إضافة إلى ثلاثة مشتبه بهم آخرين.

### تعدّد الروايات السعودية
قال مسؤول سعودي لرويترز ردًا على سؤال يتعلّق بتغير تفسير الحكومة لموت الصحفي باستمرار، قال إن: «رواية الحكومة الأولى استندت إلى معلومات خاطئة قدمتها جهات داخلية في ذلك الوقت» وإنه «بمجرد أن تبين أن التقارير المبدئية كانت كاذبة بدأت الرياض تحقيقًا داخليًا وتوقفت عن الإدلاء بالمزيد من التصريحات مضيفًا أن التحقيق مستمر.»

### الرواية التركية غير الرسمية
على النقيض من ذلك، تناولت بعضُ وسائل الإعلام العربية روايات أخرى بخصوص قضيّة مقتل الصحفي خاشقجي وخاصّة قناة الجزيرة – المُعارِضة للسعودية بعد أزمة قطر – التي أكّد لها مصدر أمني تركي لم يُكشف عن اسمهِ «أن البحث الجنائي توصل للمكان الذي قُتل فيه خاشقجي داخل القنصلية السعودية في إسطنبول بدقة، وحددوا مكان القتلة والضحية في الغرفة التي جرت فيها عملية القتل، وإن الفريق استمع للتسجيلات قبل معاينة القنصلية السعودية وعمل محاكاة لها داخلها. كما توصل البحث الجنائي -وفقا لهذا المصدر- إلى أن الغرفة التي قُتل فيها خاشقجي كانت مجهزة مسبقا بالمعدات للتعامل معه». واصلَ ذات المصدر شرحهُ عمليّة الاغتيال حيثُ أكّد على أن خاشقجي تعرض للهجوم من عدة أشخاص عقب دخوله غرفة القنصل السعودي، وأن طبيب التشريح السعودي صلاح الطبيقي باشر تقطيع جثة الصحفي عقب تصفيته مباشرة، حيثُ استغرق 15 دقيقة في عملية التقطيع فيما كانَ مساعدوه يغلفون أجزاء الجثة بعد فصلها مباشرة. فيمَا قال مصدر سعودي مطلع لوكالة رويترز، إن مكان جثة خاشقجي غير معروف بعد تسليمها
«لمتعهد دفن محلي» على حد تعبيره. بينما نقلت رويترز عن مسؤول تركي كبير في 20 أكتوبر 2018، قوله أن فريق التحقيق التركي الخاص بالقضية سيعرفون ما حدث لجثة خاشقجي خلال فترة غير طويلة على الأرجح بحسب ما نقل عنه.

#### تكذيب الرواية السعودية
بعد أزيد من 18 يومًا عن اختفاء خاشقجي خرجت السعودية – وهي التي شاركت في التحقيق المُشترك مع تركيا طوال هذه المدّة – لتبنّي رواية مقتله بطريقة مُغايرة نسبيًا عمّا كانت تُسربه وسائل الإعلام التركية والعالمية.
تلقت هذه الرواية الجديدة تشكيكًا كبيرًا من مجموعة من الشخصيات والصحف على رأسها واشنطن بوست – التي كان جمال يكتبُ لصالحها – حيث نشرت في افتتاحيتها ليوم 21 أكتوبر/تشرين الأول التالي: «إن التفسير السعودي لمقتل خاشقجي حكاية من نسج الخيال يصر الرئيس ترامب على مجاراتها ... إنّ قول الرئيس ترامب إنه مقتنع بالرواية السعودية وإنه يصدقها أمرٌ يؤكد عزمه وبكل وقاحة على مساعدة النظام السعودي وولي العهد محمد بن سلمان بشكل خاص على تفادي أي مساءلة ومحاسبة بشأن ما حدث ... السعودية أقرت بكذبها على العالم طوال 17 يومًا بشأن حقيقة ما حدث لخاشقجي بعد دخوله قنصليتها في إسطنبول، لكن التفسير الذي قدمه نظام الملك سلمان وولي عهده يفتقر للمصداقية.» تواصلَ استنكار الصحيفة للرواية السعودية من خلال بيان للناشر والمدير العام لذات الجريدة فريد رايان الذي غرّد على حسابه في موقع تويتر قائلًا: «إن السعودية تقدم بشكل متكرر وشائنٍ كذبة وراء أخرى منذ اختفاء خاشقجي في قنصليتها في إسطنبول قبل ما يقرب من ثلاثة أسابيع.» من جهتهِ شككت منظمة العفو الدولية –غير الربحيّة وغير الحكومية كذلك– في الرواية السعودية بشأن «وفاة» الصحفي جمال خاشقجي، وقالت إنها غير معقولة كما أكّدت المنظمة الحقوقية في بيان لها إن نتائج التحقيق التي أعلنتها النيابة العامة السعودية «ليست جديرة بالثقة» وإنها تعبر عن حالة حقوق الإنسان في المملكة.

فيما قالت صحيفة نيويورك تايمز في افتتاحيتها كذلك «إن السؤال المهم حاليا ليس إن كانت رواية السعودية بشأن مقتل الصحفي جمال خاشقجي ذات مصداقية أم لا، بل ما هي الجهة التي يحاولون استغفالها؟ ... ففي عالم محمد بن سلمان الاستبدادي لا يهم ما يفكر فيه الناس العاديون، بل ما يُرضي ترامب الذي يريد حبلا يتعلق به للحفاظ على علاقته بالسعودية وولي عهدها وصفقات الأسلحة التي يسيل لها اللعاب.» تواصلُ الصحيفة في نفس الافتتاحية قائلة:
«إن الرواية السعودية ووجهت بالرفض على نطاق واسع، ووُصفت بأنها محاولة مريضة للإقرار بما أصبح غير قابل للنفي والإنكار.» بعيدًا عن الصحافة وعلى المستوى الدولي؛ أدانت معظم الدول الكُبرى ما حصل للصحفي خاشقجي لكنّ بعضها شكّك في رواية السعودية الرسمية – التي نشرتها وكالة الأنباء الرسمية داخل البلد – وغير الرسميّة – تلكَ التي تناولتها وكالة رويترز نقلًا عن مصدر لم يكشف عن اسمه. في البداية أكّدت كندا على «أنّ الوقائع التي سردتها الرياض غير متماسكة وتفتقر إلى المصداقية» أمّا ألمانيا فقد نددت مستشارتها أنجيلا ميركل بمقتل الرجل مُؤكدة في الوقتِ ذاته على «أنّ التفسيرات المعلنة حتى الآن فيما 
يتعلّق بملابسات موته ليست كافية.» وصولًا لـإسبانيا التي نقلت عنها رويترز البيان التالي: «الحكومة الإسبانية مستاءة من التقارير الأولية من الادعاء السعودي بشأن موت الصحافي السعودي جمال خاشقجي في القنصلية السعودية في إسطنبول، وتقدم خالص تعازيها لأسرته.» في ذات المواقف أشارَ رئيس الوزراء الدنماركي لارس لوكه راسموسن يوم السبت الموافق لـ 20 أكتوبر/تشرين الأول أنه «غير مقتنع بما أعلنته السعودية حول واقعة مقتل خاشقجي، ويصر على معرفة الحقيقة كاملة.
»
تواصلَ تكذيب الروايتين السعوديتين السابقتين لكن هذه المرّة على لِسان الرئيس التُركي رجب طيب أردوغان الذي أدلى يوم الثلاثاء الموافق لـ 23 أكتوبر/تشرين الأول بخطاب مُطول نوعًا ما في مقر البرلمان بمدينة أنقرة وذكرَ فيه مجموعةً من الأسئلة من قبيل: «أين جثة المقتول خاشقجي؟ وفي حالة ما كُنتم قد سلمتم الجثة إلى متعاون محلي تركي؛ فمن هو هذا المتعاون المحلي؟» وأضاف أردوغان أن من تحدث عن هذا المتعاون المحلي هو مسؤول سعودي، ولذلك عليه أن يُعلن من هو هذا المتعاون؟ في السياق ذاته؛ نسفَ رجب طيب الرواية السعودية التي تُفيد بأنّ الجريمة قد حصلت صدفة لا غير حيث أشارَ إلى أن اغتيال الصحافي السعودي جريمة مخطط لها وليست صدفة مشيرًا إلى أن 15 شخصًا قدموا إلى تركيا على ثلاث مراحل باستخدام طائرات خاصة ومدنية وتجمعوا في إسطنبول لتنفيذ المهمة.
ليس هذا فقط، بل أشارَ رجب طيب اردوغان إلى أنّ الفريق السعودي قد أزال كاميرات الأمن والمقاطع المسجلة من مبنى القنصلية قبل وصول خاشقجي، الذي كان يريد الحصول على وثائق متعلقة بزواجه الجديد ثم اختتمَ كلامه بالحديث عن مطلبه وهوَ مُحاكمة الأشخاص الـ 18 في إسطنبول مضيفًا أن جميع من شاركوا في عمليّة القتل سوف يعاقبون. جديرٌ بالذكرِ هنا أن الرئيس أردوغان قد نوّه في كلمتهِ أيضًا إلى أن بلاده تعرضت لحملة إعلامية شرسة بخصوص القضية، لكن ذلك لم يمنع السلطات التركية من مواصلة التحقيق وكشف الحقيقة على حدّ تعبيره حيث قال: «'سنواصل البحث عن حقيقة ما جرى لخاشقجي، ولن يوقفنا أحد ... نريد وفدا محايدا للتحقيق في القضية.» وفي سياقِ حديثه عمّا حصل للصحفي المغدور خاشقجي؛ قال أردوغان: «لا أشك في صدق العاهل السعودي، وأبلغته بأن القنصل محمد العتيبي غير كفؤ، وشعرت براحة لإعفائه من مهامه وعودته لبلاده.» ثم عاد واستدركَ قائلا: «إن تحميل بعض أفراد المخابرات المسؤولية عن قتل خاشقجي لا يُقنعنا نحن ولا الرأي العام العالمي» ناسفًا بذلك رواية السعودية السابقة والتي كانت تُفيد بأنّ عناصر مارقة لا علاقة لها بالقيادة هي المسؤولة عن عمليّة الاغتيال هذه.

### رأي محمد بن سلمان في الجريمة
في لقاء غير مصوّر مع مارتن سميث، ورد بعض ما فيه ضمن فيلم وثائقي بُثّ في 1 أكتوبر 2019، على شبكة التلفزيون العامة الأمريكية، قبيل الذكرى السنوية الأولى لمقتل خاشقجي، نقل عن ولي العهد السعودي الأمير محمد بن سلمان قوله بأنّ مقتل جمال خاشقجي يحملهُ «مسؤولية»، ذلك أن حادث القتل جرى في «ظل إدارته»، قائلًا: «حدث ذلك وأنا في موقع السلطة. أنا أتحمل المسؤولية كلها لأن ذلك حدث وأنا في موقع السلطة.» وهذا أوّل تصريح غير مباشر ينقل عن محمد بن سلمان يشير فيه إلى تحمّل إدارته المسؤولية عن حادثة القتل. وردًّا على سؤال طرحه سميث عن كيفية حدوث جريمة القتل دون أن يعلم بها ولي العهد شخصيًّا، نُقل عنه قوله: «عندنا 20 مليون نسمة، وعندنا ثلاثة ملايين موظف حكومي»، والمسؤولون والوزراء في السعودية «لديهم السلطة بالتصرّف وأخذ القرارات وهم مسؤولون عن أي تصرّف يقومون به (أمام القيادة السعودية)». ويقدّم سميث وصفًا للحوار الذي دار بينه وبين ولي العهد، مشيرًا إلى أنّه صُوّر في ديسمبر من العام 2018، وهو عرض تمهيدي للفيلم الوثائقي المقرّر عرضه.
وفي حوار مصوّر له مع نورا أودونيل ضمن برنامج 60 دقيقة، بُثَّ على قناة سي بي إس الأمريكية في يوم الأحد 29 سبتمبر 2019، أكّد ألا وجود لأي أوامر من القيادة السعودية بقتل خاشقجي، واصفًا العملية بأنها «جريمة بشعة» يتحمل «المسؤولية الكاملة» عنها، ذلك أنها حدثت من قبل «مسؤولين سعوديين يعملون في الحكومة السعودية»، وهي مسؤولية أدبية لابدَّ له أن يتحملها لكونه قائدًا في السعودية. وحين سُئِل عن كيفية حدوث الجريمة دون أن يعلم بها، قال: «البعض يعتقد أنني يجب أن أكون على علم بما يقوم به ثلاثة ملايين شخص يعملون ضمن الحكومة السعودية يوميًا؟ من المستحيل أن يرفع الثلاثة ملايين تقاريرهم اليومية للقائد في المملكة العربية السعودية أو ثاني أعلى رجل في الحكومة السعودية.» مؤكدًا أن التحقيقات الجارية إن أثبتت تورط أي شخص سوف تحيله للمحكمة، مهما كانت رتبته أو منصبه ضمن الحكومة. وردًّا على التقارير التي اتهمته بالجريمة، منها «استنتاجات» وكالة الاستخبارات المركزية الأميركية، قال: «أتمنى أن يتم إخراج هذه المعلومات للعلن. إذا كانت هناك أي معلومات تتهمني بالقيام بأي عمل، أتمنى أن يتم إخراجها»، مؤكدًا ألا مصلحة للحكومة السعودية بقتل أي صحفي، وهم لا يشكلون أي خطر على المملكة، وأن الخطر الذي يتهدّد السعودية هو من هذه «الجريمة البشعة التي استهدفت صحفي سعودي في قنصلية سعودية»، مضيفًا لا يمكن تصوّر «الألم» الذي صنعته هذه الجريمة، خصوصًا لدى قيادة وحكومة المملكة العربية السعودية.

## المتهمون
نشرت صحيفة صباح التركية أسماء 15 سعوديًا وتواريخ ميلادهم وقالت إنهم وصلوا إلى مطار أتاتورك في الثاني من أكتوبر 2018، واستنادا إلى صور نشرتها وتم التقاطها في الجوازات، وصل 12 منهم في وقت مبكر من صباح يوم الثلاثاء (يوم الاغتيال)، وتابعت الصحيفة أن جميع المسؤولين ومجموعهم 15 شخصا غادروا تركيا في أربعة مواعيد مختلفة. ذكرت جريدة الصباح أسمائهم على النحو التالي:
- ماهر المطرب (ولد عام 1971): هو دبلوماسي سابق، ظهر في عدة صور فوتوغرافية مع ولي العهد السعودي محمد بن سلمان في سفرياته الخارجية إلى مدن مدريد وباريس وبوستن وهيوستن.[32][33]
- صلاح الطبيقي (ولد عام 1971): مدير الطب الشرعي السعودي.[32]
- عبد العزيز محمد الحساوي (ولد عام 1987): حارس شخصي لولي العهد السعودي محمد بن سلمان.[32]
- ثائر غالب الحربي (ولد عام 1979): عنصر في الحرس الملكي السعودي.[32]
- محمد سعد الزهراني (ولد عام 1988): عنصر في الحرس الملكي السعودي.[32]
- مشعل سعد البستاني (ولد عام 1987 وتوفي في 2018): وفقًا لقناة الجزيرة فهو ملازم في القوات الجوية الملكية السعودية.[34] ذكرت مصادر تركية أنه توفي في حادت سير في الرياض بعد عودته للسعودية.[35][36][37]
- نايف حسن العريفي (ولد عام 1986)
- مصطفى محمد المدني (ولد عام 1961)
- منصور عثمان أباحسين (ولد عام 1972)
- وليد عبد الله الشهري (ولد عام 1980)
- تركي مشرف الشهري (ولد عام 1982)
- فهد شبيب البلوي (ولد عام 1985)
- سيف سعد القحطاني (ولد عام 1973)
- خالد عايض الطيبي (ولد عام 1988)
- بدر لافي العتيبي (ولد عام 1973)

وحسبَ ما صرّحت بهِ مصادر في مكتب المدعي العام التركي لقناة الجزيرة فإنّ مقربًا من ولي العهد السعودي قد نسّق عملية قتل الصحفي جمال خاشقجي في قنصلية السعودية بإسطنبول وحسبَ ذات المصدر فإنّ منسق العملية هو العقيد بالاستخبارات السعودية ماهر عبد العزيز مطرب الذي ظهر في عدة صور برفقة ولي العهد خلال أنشطته الرسمية في باريس ولندن ونيويورك وهو نفسهُ الذي ظهر قُرب منزل القُنصل في إسطنبول حسب صور كاميرات المراقبة. جديرٌ بالذكرِ هنا أنّ مطرب كان قد أجرى 19 اتصالا هاتفيا يوم قتل خاشقجي منها أربعة بمكتب سكرتير محمد بن سلمان. ليس هذا فقط؛ بل إن الطائرتين الخاصتين اللتين حملتا منفذي عملية قتل واغتيال الصحفي السعودي – حسب ذات المصدران – تم استئجارهما باسم العقيد مطرب.
في المُقابل وبحسب مصادر سعودية، فإنّ اختيار العقيد ماهر مطرب للذهاب إلى إسطنبول للقاء جمال خاشقجي وإدارة «عملية التفاوض معه» جاء بسبب عمل الاثنين معًا في السفارة السعودية في لندن قبل عدة أعوام. وكانت وكالة رويترز قد نقلت عن مصدر تركي قوله: أن «مجموعة من 15 سعوديا بينهم بعض المسؤولين وصلوا إلى إسطنبول ودخلوا القنصلية في الثاني من أكتوبر (2018)، ثم غادروا تركيا في وقت لاحق». نقلت وكالة الأنباء السعودية في مساء 19 أكتوبر 2018، أن النيابة العامة السعودية أكدت أن «تحقيقاتها في هذه القضية مستمرة مع الموقوفين على ذمة القضية والبالغ عددهم حتى الآن 18 شخصًا جميعهم من الجنسية السعودية، تمهيدًا للوصول إلى كافة الحقائق وإعلانها، ومحاسبة جميع المتورطين في هذه القضية وتقديمهم للعدالة.»

## نتائج التحقيق السعودي (أولية)
في 15 نوفمبر 2018، كشف وكيل النيابة العامة السعودي شلعان الشلعان، بناءً على بيانين سعوديين صادرين في 19 أكتوبر 2018 و25 أكتوبر 2018 بشأن قضية مقتل خاشقجي، وبناءً على نتائج التحقيقات التي توصّل إليها فريق العمل المشترك السعودي-التركي بشأن القضية، والتحقيقات التي تجريها النيابة العامة السعودية مع الموقوفين على ذمّة التحقيقات البالغ عددهم واحد وعشرين موقوفًا بعد استدعاء النيابة العامة لثلاثة أشخاص آخرين؛ أن مكتب النائب العام وجه تهمة القتل إلى خمس منهم من بين أحد عشر شخصًا متهمًا بعملية الاغتيال، وقد طالب النائب العام بإعدام المتهمين الخمسة لضلوعهم بقيادة عملية الاغتيال والمباشرة بجريمة القتل، مطالبًا كذلك بإقامة الدعوى الجزائية بحق البقية، وإحالة القضية إلى المحاكم السعودية، موضًحا أن التحقيقات السعودية مازالت مستمرة مع بقية الموقوفين للوصول إلى حقيقة وضعهم وأدوارهم في قضية المقتل.
وكشف النائب العام أن النيابة العامة السعودية سبق أن طلبت رسميًا من الجهات المختصة في الجمهورية التركية - ثلاثة طلبات بين 17-31 أكتوبر 2018 - لم يلب الجانب التركي أيًا منها (حتى 15 نوفمبر 2018)، وجاء في المكاتبات الرسمية طلب:
- تزويد النيابة العامة السعودية بالأدلة والقرائن، منها أصول كافة التسجيلات الصوتية التي بحوزة الجانب التركي المتعلقة بهذه القضية.
- توقيع آلية تعاون خاصة بشأن القضية مع الجانب التركي لتزوّدهم النيابة العامة السعودية من خلالها «بما تتوصل له التحقيقات من نتائج وفقًا لأحكام النظام وطلب ما لديهم من أدلة وقرائن تدعم أو تتعارض مع ما تم التوصل إليه من نتائج للإفادة منها».

### المتورّطون بحسب نتائج التحقيق الأولية
- أحمد عسيري (آمر العملية)
- قائد المهمة (قيادة العملية)
- سعود القحطاني (ساعد بالترتيب للعملية)
- ماهر المطرب (رئاسة فريق التفاوض وآمر القتل)
- صلاح الطبيقي (شارك بهدف إخفاء الأدلة الجنائية التي قد تخلّفها عملية الخطف)

### تفاصيل العملية

#### التحضير الأوّلي
بحسب نتائج التحقيق الأولية التي توصّلت إليها النيابة العامة السعودية، فإن أن التحضير لعملية (التفاوض أو الخطف) بدأ في 29 سبتمبر 2018، حين صدر أمر باستعادة جمال خاشقجي «بالإقناع وإن لم يقتنع يعاد بالقوة»، وأن من تولّى التحضير للعملية كان أحمد عسيري (نائب رئيس الاستخبارات العامة السابق) الذي أصدر بدوره أمرًا إلى قائد المهمة (مجهول حتى اللحظة).

#### تشكيل فريق العملية
إثر ذلك تولّى قائد المهمة قام بتشكيل فريق من خمسة عشر شخصًا «لاحتواء واستعادة» جمال خاشقجي. وقد وزّع الفريق على ثلاث مجموعات «تفاوضي - استخباري - لوجستي»، وكشف البيان السعودي أن قائد المهمة (مجهول حتى اللحظة) اقترح على أحمد عسيري (نائب رئيس الاستخبارات العامة السابق) أن يُكلَّف زميل سابق (المقصود ماهر المطرب) لجمال خاشقجي بترؤس مجموعة التفاوض لوجود سابق معرفة له مع خاشقجي. وهو ما تمَّ بالفعل، حيث قام عسيري بالتواصل مع سعود القحطاني المستشار السابق لطلب ابتعاث ماهر المطرب ليترأس مجموعة التفاوض، حيث وافق القحطاني على المقترح. وكشف البيان أن القحطاني طلب الاجتماع مع قائد المهمة (مجهول حتى اللحظة)، وحين التقى القحطاني بقائد المهمة وفريق التفاوض قام باطلاعهم على «بعض المعلومات المفيدة للمهمة بحكم تخصّصه الإعلامي» واعتقاده أن جمال خاشقجي «تلقفته منظمات ودول معادية للمملكة وأن وجوده في الخارج يشكل خطرًا على أمن الوطن» حيث حثَّ الفريق المكلّف بالعملية على إقناع خاشقجي بالعودة إلى السعودية وهو إن تمَّ «سيمثل نجاحًا كبيرًا للمهمة».
وبحسب التحقيقات السعودية أن قائد المهمة (مجهول حتى اللحظة) تواصل مع صلاح الطبيقي (الأخصائي في الأدلة الجنائية) بهدف «مسح الآثار الحيويَّة المترتِّبة من العملية في حال تطلّب الأمر إعادته بالقوة»، وأن عملية التواصل مع الطبيقي وابتعاثه ضمن المهمة تمّت من دون علم المرجع الأخصائي الحكومي السعودي الذي يعمل فيه الأخير.
وكشف البيان أن قائد المهمة (مجهول حتى اللحظة) قام بالتواصل مع متعاون في تركيا «لتجهيز مكان آمن في حال تطلب الأمر إعادة (جمال خاشقجي) بالقوة»، غير أن ماهر المطرب (رئيس مجموعة التفاوض) بعد أن فحص الوضع داخل القنصلية استنتج «تَعَذُّر نقل (جمال خاشقجي) إلى المكان الآمن في حال فشل التفاوض معه»، فقرر - من تلقاء نفسه - «أنّه في حال فشلت (عملية التفاوض) أن يتم قتل (خاشقجي)»، وهو ما حصل بالفعل. وبحسب النيابة السعودية أن التحقيقات الأولية توصّلت إلى أن الجريمة حدثت بعد «عراك وشجار وتقييد وحقن (جمال خاشقجي) بإبرة مُخدّرة بجرعة كبيرة أدّت إلى وفاته»، وقد توصلت النيابة السعودية إلى أن «الآمر والمباشرين (بعملية القتل) عددهم خمسة أشخاص اعترفوا (بالجريمة)» وقد تطابقت أقوالهم مع بعض.

#### الجثة
وقد جاء في بيان النائب العام السعودي أن جثة جمال خاشقجي قد «جُزِّئت من قبل المباشرين (بعملية القتل) ونُقِلت إلى خارج مبنى القنصلية»، وأن من قاموا بإخراج الجثة من  عددهم خمسة أشخاص، وأن من قام بتسليم الجثة إلى المتعاون المحلي (مجهول) شخص واحد (لم تحدَّد هويته حتى الآن). وكشف البيان أن النيابة العامة في السعودية قد توصّلت إلى «صورة تشبيهية للمتعاون الذي سلمت إليه الجثة بناء على وصف من قام بالتسليم» وأن التحقيقات السعودية ما زالت مستمرة لتحديد مكان الجثة.

#### تمويه لخروج خاشقجي من القنصلية
وبحسب التحقيقات السعودية أن النيابة العامة السعودية قد توصّلت إلى من قام بعملية التمويه التي هدفت لتصوير أن جمال خاشقجي قد خرج من القنصلية بعد أن دخلها، قام بلبس ملابس ومتعلقات (جمال خاشقجي) بعد قتل الأخير، وقام (المقصود مصطفى المدني) بالتخلّص منها هي والمتعلقات الشخصية لخاشقجي (ساعته ونظارته) بعد أن خرج المدني من القنصلية في إحدى الحاويات (في إسطنبول)، وقد كشفت النيابة السعودية أنها استطاعت تحديد هوية من قاما (شخصان) بمرافقة مصطفى المدني في عملية التمويه. وأضافت أن قائد المهمة قام بالاتفاق مع ماهر المطرب (آمر القتل) ومجموعة التفاوض (باشروا عملية القتل)، القيام بتقديم «تقرير كاذب» لأحمد عسيري (نائب رئيس الاستخبارات العامة السابق) يتضمّن «الافادة بخروج (جمال خاشقجي) من مقر القنصلية بعد فشل عملية التفاوض أو إعادته بالقوة».

#### تعطيل كاميرات المراقبة والدعم اللوجستي
وأضاف النائب العام السعودي أن التحقيقات الأولية كشفت أن الكاميرات الأمنية في مبنى القنصلية السعودية في إسطنبول عُطّلت وأن من قام بتعطيلها شخص واحد (لم يُكشف عن هويته حتى الآن). وأن من قام بالدعم اللوجستي لتسهيل عملية القتل لمنفذي الجريمة عددهم أربعة أشخاص (لم يُكشف عن هويتم حتى الآن).

## ردود الفعل حول نتائج تحقيق النيابة العامة السعودية

### محليًا
- عائلة جمال خاشقجي: بعد نشر النيابة العامة السعودية لنتائج التحقيق، أعلن صلاح خاشقجي، النجل الأكبر لجمال خاشقجي أن الأسرة سوف تتلقى العزاء «بمنزل الفقيد بمدينة جدة»، مُعلنًا عن مواعيد إقامة صلاة الغائب على «الفقيد جمال خاشقجي بعد صلاة فجر الجمعة (16 نوفمبر 2018) في المسجد النبوي الشريف بالمدينة المُنوَّرة، وبعد صلاة الجمعة بالمسجد الحرام بمكة المُكرَّمة».[45][46]
- وزارة الإعلام السعودية: قال وزير الإعلام السعودي عوّاد بن صالح العوّاد: أن تحقيقات النيابة العامة السعودية «تحاسب المسؤول وتنصف الضحية وتخيب أمل المُسيّسين» بحسب تعبيره، مضيفًا أن البيان أثبت «تحقيق العدل والإنصاف وحماية حقوق الإنسان» وأكد على «حرمة الاعتداء على حياة الإنسان وتطبيق العدالة بحزم وقوة بحق كل متجاوز ومذنب كائنا من كان» بعد كل ما أخذته قضية المغدور خاشقجي «من أبعاد دولية مشبوهة».[47]
- هيئة حقوق الإنسان السعودية: أكد مجلس هيئة حقوق الإنسان السعودي أن نتائج تحقيقات النيابة العامة السعودية «تعكس نهج المملكة العربية السعودية وقيادتها في حماية الحقوق وإقامة العدل وتقديم كل المتهمين للعدالة في هذه الجريمة المؤلمة والمؤسفة»، ونص بيان المجلس على أن «إعلان نتائج التحقيقات بكل شفافية ووضوح تأتي وفق الأنظمة، تمهيدًا للوصول إلى الحقائق كافة وتقديم المتهمين للعدالة وإيقاع العقوبة على كل من يدان في هذه الجريمة، كما أن ذلك يأتي تأكيدًا لما تتمتع به أجهزة المملكة العدلية من كفاءة واقتدار في الوقوف على حقيقة هذه الجريمة وإعلان نتائجها للعالم»، مُشدِّدًا على أن «الإجراءات العدلية والجنائية ومبادئ المحاكمات العادلة تقتضي تزويد النيابة العامة في المملكة بالأدلة التي طلبتها من الجانب التركي، وتوجد بحوزته، لتأخذ العدالة مجراها وفق أحكام الشريعة الإسلامية وأنظمة المملكة، وعدم تسييس هذه القضية بأي شكل كان».[48]
- هيئة كبار العلماء السعودية: أكدت الأمانة العامة لهيئة كبار العلماء في السعودية أن نتائج التحقيقات أكدت على «أن الجهاز العدلي القضائي بالمملكة ماض في تحقيق العدالة ومحاسبة أي متورط في هذه الجريمة»، وأضافت الأمانة العامة «أن نظام العدالة بالمملكة يكفل الحقوق، ويتوخى الحق، ويعاقب أي معتد بالجزاء العادل المقرر شرعًا ونظامًا».[49]

### دوليًا
- جامعة الدول العربية: أشادت جامعة الدول العربية بنتائج التحقيقات، والإجراءات السعودية التي اتّخِذت في إطار قضية مقتل جمال خاشقجي، مؤكدة في بيانها أن هذه الإجراءات «تعد دلالةً على مدى الاهتمام الكبير الذي توليه المملكة بالتوصل إلى المسؤولين عن ارتكاب واقعة القتل واتخاذ الإجراءات الحازمة في هذا الشأن»، وأشارت الجامعة العربية إلى أهمية أن تُقابل هذه الإجراءات «بجدية مماثلة من الجانب التركي لتقديم الأدلة والقرائن المتوافرة لديه حول هذه القضية، والتجاوب أيضًا مع المطلب السعودي بالاتفاق على آلية للتعاون بين البلدين في هذا الخصوص» بحسب بيانها.[50]
- مجلس التعاون الخليجي: أشاد الأمين العام لمجلس التعاون الخليجي عبد اللطيف الزياني بنتائج التحقيقات السعودية، مضيفًا: «إن مضامين البيان تؤكد تمسك المملكة باستكمال الإجراءات اللازمة لمواصلة التحقيق في هذه القضية الجنائية بعيدًا عن التسييس الذي تسعى إليه بعض الجهات المغرضة» بحسب وصفه، مضيفًا أن بيان النيابة العامة السعودية: «أورد بكل وضوح وشفافية تفصيلات دقيقة عن مجرى التحقيقات (السعودية)، حرصًا على إطلاع الرأي العام على سير التحقيقات ونتائجها»، مؤكدًا أن الإجراءات السعودية التي اتّخِذت، «تدل على حرص المملكة وسعيها الحثيث لأن تكون الشفافية والمساءلة نهجًا ثابتًا لكشف ملابسات هذه الجريمة، وأن يكون القضاء العادل هو الجهة المعنية بإنفاذ القانون وإرساء العدالة».[51]
- منظمة التعاون الإسلامي: أشاد الأمين العام لمنظمة التعاون الإسلامي يوسف بن أحمد العثيمين «بشفافية بيان النيابة العامة (السعودية)» بخصوص التحقيقات في قضية جريمة مقتل جمال خاشقجي، مضيفًا: «إن النيابة قد أجابت على الأسئلة المعلقة (بالقضية) ووجهت الاتهامات بوضوح (للمتهمين) وحددت أدوار المتورطين في تلك الجريمة وأعلنت ذلك بشفافية»، داعيًا إلى «وضع هذه القضية في إطارها الجنائي والامتناع عن تسييسها لتأخذ العدالة مجراها الطبيعي» بحسب تعبيره.[52]
- رابطة العالم الإسلامي: أكد الأمين العام لرابطة العالم الإسلامي الشيخ محمد بن عبد الكريم العيسى أن بيان النيابة العامة السعودية «جاء على تفاصيل (الواقعة) الإجرامية» ومجيبًا على تساؤلات القضية ومقدما «مطالبات عادلة بحق الجناة» بحسب وصفه، وقد اعتبر العيسى أن الهجمات الإعلامية ضد السعودية يحركها «انعدام القيم الأخلاقية مدفوعًا بالمكابرة والازدواجية والتحدث بارتجال خالي الوفاض» بحسب تعبيره، مضيفًا أن بيان النيابة جاء على منهج السعودية في «صدق اللهجة والحزم مع كل مجرم مهما تكن صفته وغايته» وأن الجزاء العادل سينال جميع المتورطين.[25]
- فرنسا: أكدت الخارجية الفرنسية أن تحقيقات النيابة العامة السعودية «تسير في الاتجاه الصحيح»، داعية إلى «كشف الوقائع كافة بشفافية ضمن التحقيقات الجارية».[53]
- باكستان: رحبت الحكومة الباكستانية بإعلان السعودية عن البدء في محاكمة المتهمين في مقتل خاشقجي، وقد جاء في بيان للخارجية الباكستانية إشادة بالتحقيقات السعودية التي «تعكس حرص وتصميم قيادة المملكة على المحاسبة وعقاب المتورطين كافة في هذه القضية والالتزام الكامل بتحقيق العدالة التامة، وتبيان الحقائق بكل نزاهة وشفافية».[54]
- الكويت: أعرب مصدر مسؤول في وزارة الخارجية الكويتية عن ترحيب دولة الكويت ببيان النائب العام السعودي بشأن مقتل خاشقجي، مشيدًا بشفافية التحقيقات السعودية، التي تعبر بحسب وصفه «عن التزام السعودية بقيادة الملك سلمان بإرساء قواعد العدل والحرص على اتخاذ الإجراءات القانونية لمحاسبة المتورطين في هذه الجريمة لتأخذ العدالة مجراها»، مؤكدًا على «ثقة دولة الكويت بالإجراءات التي اتخذتها المملكة» ومشدّدًا على «ضرورة الابتعاد عن استغلال هذه القضية وتسييسها».[55]
- اليمن: رحبت الحكومة اليمنية بنتائج التحقيق، وعدته «تأكيدًا على نهج المملكة وقيادتها في إرساء مبادئ العدل وتحقيق استقلال القضاء، ومحاسبة المسؤولين عن الجريمة أيا كانوا، وحفظ حقوق الضحايا»، وأكدت أن «الإجراءات التي اتخذها القضاء السعودي لمحاسبة المتهمين، في جريمة مقتل خاشقجي، يجب ان تنهي كل محاولات التسيس أو حرف القضية عن مسارها في محاولة للنيل من أمن واستقرار المملكة العربية السعودية، ودورها المؤثر والمحوري على المستوى العربي والإسلامي والدولي، بل تتعدى ذلك باستغلالها لشق الصف الإسلامي»، رافضة ما وصفته «الاستغلال السياسي البائس للجريمة»، ومشدّدة على استنكارها «للحملات المغرضة ضد المملكة»، ومعبرة عن ثقتها في «نزاهة وشفافية الإجراءات التي اتخذها القضاء السعودي لمعاقبة المتورطين في الجريمة».[56]
- موريتانيا: أشادت وزارة الخارجية الموريتانية «بالإرادة القوية والصادقة للملك سلمان وولي عهده محمد بن سلمان في ضمان الشفافية الكاملة واللازمة لكشف الحقيقة وتنفيذ العدالة» في قضية مقتل جمال خاشقجي، مجدّدة «ثقتها في نزاهة ومصداقية القضاء السعودي»، مطالبة الجميع بالابتعاد عن ما وصفته «تسييس هذه القضية».[57]
- لبنان:
  - الحكومة اللبنانية: أشاد رئيس الحكومة اللبنانية المُكلّف سعد الحريري بنتائج التحقيقات الصادرة عن النيابة العامة السعودية، قائلًا: «قرار القضاء السعودي بمحاسبة المتهمين بمقتل جمال خاشقجي قرار في الاتجاه الصحيح لارساء مبادئ العدل وقطع الطريق على محاولات التسييس والحملات التي تتعرض لها المملكة»،[58] بينما رحّب ملحم الرياشي وزير الإعلام في حكومة تصريف الإعمال اللبنانية، قائلًا: «مسار التحقيقات والإجراءات القضائية في قضية جمال خاشقجي تسير في الاتجاه المطلوب والصحيح وتقفل الباب على المزايدات ومحاولات التسييس».[59]
  - مفتي الجمهورية اللبنانية: أيّد مفتي الجمهورية اللبنانية الشيخ عبد اللطيف دريان الإجراءات التي اتخذتها النيابة العامة السعودية بشأن مقتل جمال خاشقجي، مقدّرًا «حرص (القيادة السعودية) على تطبيق العدالة»، ومؤكدًا في تصريح صحفي أن «محاسبة القضاء السعودي للمتهمين في مقتل جمال خاشقجي يجب أن ينهي كل محاولات التسييس والمزايدات الإعلامية الخبيثة» بحسب تعبيره، قائلًا: «نقف مع المملكة في وجه كل الحملات غير الأخلاقية المغرضة، خصوصًا أن الإجراءات القانونية التي تم الإعلان عنها تثبت أن العدالة قائمة في محاسبة المتهمين» مضيفًا: «كشفت هذه القضية الخبيث من الطيب وكشفت انتهازية بعض الدول، وأنبه جميع المزايدين على المملكة بأنهم يستفزون مشاعر مليار مسلم وأن محاولاتهم النيل من المملكة سترتد عليهم خيبات، فالمملكة بقيادتها الرشيدة وشعبها ومقدساتها ستظل رائدة العالم الإسلامي».[60]

## ردود الفعل على إعلان الحكومة السعودية مقتل جمال خاشقجي

### محليًا
- 20 أكتوبر 2018:
  -  السعودية الملك سلمان بن عبد العزيز يصدر عددًا من الأوامر الملكية إثر الحادثة، والمصادر السعودية تكشف عن أن التحقيقات في وفاة جمال خاشقجي مستمرة، وأن هناك تحقيقات مع 18 مشتبهًا به. وإنهاء خدمات عدد من الضباط بالاستخبارات العامة، أبرزهم
  - نائب رئيس الاستخبارات العامة العميد أحمد عسيري. (إعفاء)
  - مساعد رئيس الاستخبارات العامة لشؤون الاستخبارات اللواء الطيار محمد بن صالح الرميح. (إعفاء)
  - مساعد رئيس الاستخبارات العامة للموارد البشرية اللواء عبد الله بن خليفة الشايع. (إعفاء)
  - مدير الإدارة العامة للأمن والحماية برئاسة الاستخبارات العامة اللواء رشاد بن حامد المحمادي. (إعفاء)

### دوليًا
- 20 أكتوبر 2018:

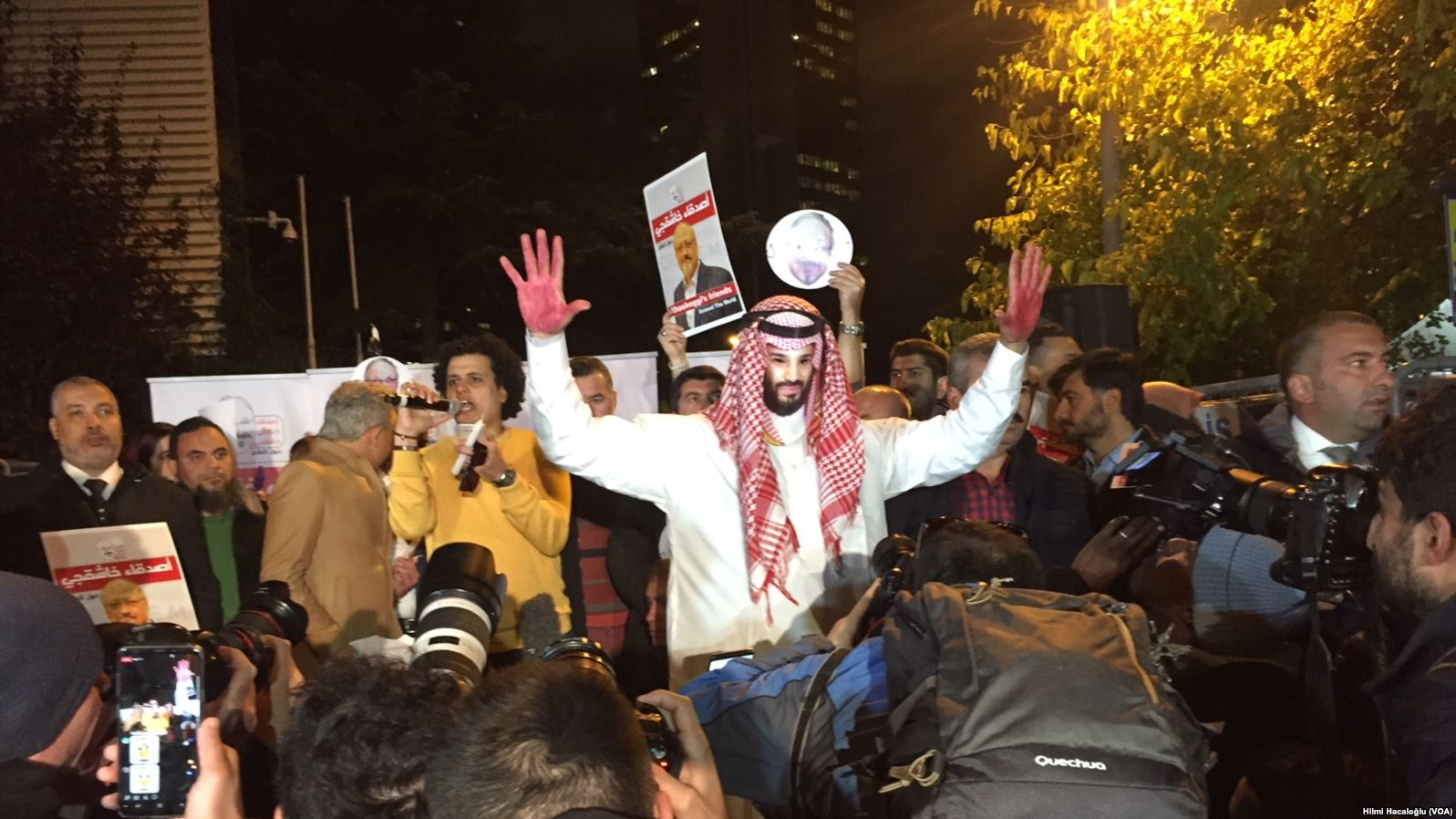
مظاهرة أمام القنصلية السعودية في إسطنبول.

  -  الولايات المتحدة: أعلن الرئيس الأمريكي دونالد ترمب أن إعلان السعودية في بيان رسمي مقتل جمال خاشقجي، وما قُدِّم طي البيان يعتبر «خطوة أولى جيدة وكبيرة»، وأن «التفسير السعودي للحادثة موثوق به».[61] عادَ دونالد في وقتٍ لاحق للتأكيد على أنهُ غير راضٍ عن رواية السعودية بخصوص ما حصلَ لجمال خاشقجي؛ ثم قال: «لن اكون راضيا حتى نجد إجابة... ولكنها خطوة أولى كبيرة وخطوة أولى جيدة. ولكن أريد الحصول على إجابة...إن فرض عقوبات أمر محتمل، ولكن إيقاف صفقة بيع الأسلحة للسعودية سيضرنا أكثر ما سيضرهم.»[62][63]
  - ودعا وزير الخارجية مايك بومبيو المملكة العربية السعودية «لإجراء تحقيق شامل في اختفاء السيد خاشقجي والتحلي بالشفافية حول نتائج هذا التحقيق»[64]، وفي 16 أكتوبر أعرب عن قلقه إزاء اختفاء جمال خاشقجي وذلك في لقاء مع الملك سلمان في الرياض، في الوقت الذي شكر فيه الملك على «التزامه بإجراء تحقيق شامل وشفاف».[65][66]
  -  الولايات المتحدة البيت الأبيض: «تابعنا بيان السعودية، نشعر بالحزن لمقتل جمال خاشقجي ونقدم التعازي لعائلته وأصدقاءه». ودعا المتحدث باسم البيت الأبيض إلى «تحقيق العدالة» مضيفًا: «الولايات المتحدة ستواصل الضغط من أجل العدالة التي تأتي في الوقت المناسب والشفافة والتي تتفق مع الإجراءات الواجبة».[67]
  -  الأمم المتحدة: قال متحدث باسم منظمة الأمم المتحدة، يوم الجمعة إن الأمين العام للأمم المتحدة أنطونيو غوتيريس شعر «بانزعاج شديد» بعد تأكيد السعودية وفاة الصحفي جمال خاشقجي. وأضاف أن جوتيريش دعا إلى إجراء «تحقيق فوري وشامل وشفاف في ملابسات موت خاشقجي وحث على محاسبة المتورطين في ذلك بشكل كامل». وأكدت مقررة الأمم المتحدة الخاصة بحالات الإعدام خارج القضاء «أن تفسير السعودية لـ "الإعدام التعسفي" لخاشقجي غير معقول.»[68][69]
  -  مصر: قالت وزارة الخارجية المصرية في بيان أن «القرارات والإجراءات الحاسمة والشجاعة التي اتخذها جلالة الملك خادم الحرمين الشريفين في هذا الشأن إنما تتسق مع التوجه المعهود لجلالته نحو احترام مبادئ القانون وتطبيق العدالة النافذة».[70]
  -  الإمارات العربية المتحدة: قالت وكالة الأنباء الإماراتية في بيان أن الإمارات تدعم قرارات المملكة العربية السعودية، وأضافت في تغريدة على تويتر أن الإمارات «تشيد بتوجيهات وقرارات خادم الحرمين الشريفين بشأن قضية خاشقجي».[71]
  -  البحرين: قالت وزارة الخارجية البحرينية في بيان أن مملكة البحرين «تشيد بالاهتمام الكبير لخادم الحرمين الشريفين "..." لأجل إرساء العدل والإنصاف وكشف الحقائق بكل نزاهة وموضوعية»، وأضاف البيان أن القرارات السعودية «تؤكد أن المملكة العربية السعودية الشقيقة كانت وستبقى دولة العدالة والقيم والمبادئ».[72]
  -  تركيا: قال «عمر جليك» المتحدث باسم حزب العدالة والتنمية الحاكم في تركيا إن تركيا «لا تريد إخفاء أي شيء في قضية الصحفي السعودي جمال خاشقجي ولن تلوم أحدا مسبقا».[73]
  -  هولندا: دعا رئيس الوزراء الهولندي مارك روته إلى مزيد من التحقيقات في قضية مقتل خاشقجي.[74]
  -  كندا قال رئيس الوزراء جاستن ترودو إنه لديه «مخاوف حقيقية» بشأن اختفاء خاشقجي.[75] كما أكدت وزيرة الخارجية كريستيا فريلاند «التزام كندا بالدفاع عن حرية التعبير والصحافة الحرة»، وأثارت القضية مع نظيرها السعودي، داعية إلى «تحقيق شامل وموثوق وشفاف في المزاعم الخطيرة حول اختفاء السيد خاشقجي». وأضافت أن «كندا ما زالت قلقة للغاية بشأن اختفائه».[76]
  -  المملكة المتحدة: قالت وزارة الخارجية البريطانية في بيان «نقدم تعازينا لأسرة جمال خاشقجي بعد هذا التأكيد لوفاته. ندرس التقرير السعودي وخطواتنا المقبلة "..." كما قال وزير الخارجية، هذا عمل مروع يجب محاسبة جميع المسؤولين عنه».[77]
  -  ألمانيا: وأصدرت المستشارة الألمانية أنجيلا ميركل بيانا مشتركًا مع وزير خارجيتها هايكو ماس ندّدا فيه «بهذا العمل بأقوى العبارات»، وأضاف البيان أنّهما يتوقعان «الشفافية من السعودية بشأن ملابسات موت (جمال خاشقجي)» مشيرين إلى أن «المعلومات المتاحة بشأن الأحداث في القنصلية بإسطنبول ليست كافية» على حد تعبيرهما، وقد عبرا عن التعاطف مع أصدقاء وأقارب خاشقجي وقالا إنه يجب محاسبة المسؤولين عن موته.[78]
  -  إسبانيا: وقد أصدرت الحكومة الإسبانية بيانًا قالت فيه أنّها «مستاءة من التقارير الأولية من الادعاء السعودي بشأن موت الصحفي السعودي جمال خاشقجي في القنصلية السعودية في اسطنبول وتقدم خالص تعازيها لأسرته». وأيد البيان دعوة الأمين العام للأمم المتحدة أنطونيو جوتيريش لإجراء تحقيق شامل وشفاف من أجل محاسبة المسؤولين عن تلك الواقعة.[16]
  -  فلسطين: أشادت وزارة الخارجية الفلسطينية في بيان لها بالتوجيهات والقرارات التي أمر بها الملك سلمان في إطار القضية، والتي وصفتها بأنّها جائت «لتأكيد إرساء العدل والإنصاف والحقائق والقانون»، وأكدت أن السعودية بقيادة الملك سلمان وولي العهد محمد بن سلمان «ستبقى دولة العدالة والقيم والمبادئ».[79]
  - العفو الدولية: وكانت «سماح حديد» مديرة حملات منظمة العفو الدولية في الشرق الأوسط قد رفضت التفسير السعودي الأوّلي المنشور في 2 أكتوبر، حيث أصدرت بيانًا قالت فيه أن: «نتائج التحقيق التي أصدرتها السلطات السعودية وتزعم أن خاشقجي توفي إثر "مشاجرة" داخل القنصلية ليست جديرة بالثقة وتشكل تدهورًا جديدًا لسجل حقوق الإنسان في السعودية». وحثت الأمم المتحدة على التحقيق في وفاته. مطالبة السعودية بتقديم جثة خاشقجي «ليتسنى لخبراء البحث الجنائي المستقلين إجراء تشريح لها». وقالت حديد: «إجراء تحقيق مستقل هو الضمان الوحيد ضد ما يبدو بشكل متزايد أنه تستّر سعودي على ملابسات مقتل خاشقجي وضد أي محاولات من حكومات أخرى لتجاهل القضية للحفاظ على صفقات الأسلحة المربحة وعلاقات الأعمال الأخرى مع الرياض». وأضافت: «هذا الاغتيال المروّع داخل مبنى القنصلية يرقى إلى الإعدام خارج إطار القانون».[80]
  -  اليمن: نقلت وكالة الأنباء اليمنية أن الحكومة اليمنية أشادت بقرارات العاهل السعودي الملك سلمان بن عبد العزيز على خلفية مقتل جمال خاشقجي.[81]
  -  فرنسا: في بيان أصدره جان إيف لودريان وزير الخارجية الفرنسي، قال أن «فرنسا تدين عملية القتل هذه بأشد العبارات»، وأضاف «تأكيد وفاة السيد جمال خاشقجي خطوة أولى نحو ترسيخ الحقيقة لكن كثيرا من الأسئلة لا تزال دون إجابة»، مطالبًا بإجراء تحقيق واف في هذه القضية.[82]
  -  الاتحاد الأوروبي: قالت فيديريكا موغيريني مسؤولة السياسة الخارجية بالاتحاد الأوروبي، في بيان أصدره مكتبها، إن «ملابسات مقتل خاشقجي مزعجة للغاية بما يشمل الانتهاك السافر لاتفاقية فيينا عام 1963 بشأن العلاقات القنصلية»، وأكدت «على ضرورة إجراء تحقيق شامل وشفاف ويتسم بالمصداقية يوضح بشكل لائق الظروف المحيطة بعملية القتل ويضمن محاسبة تامة لجميع المسؤولين عن ذلك».[83]

### اقتصادياً
أصدر ريتشارد برانسون بياناً في 11 أكتوبر أعلن فيه تعليق دوره الاستشاري في مشروعين ضمن رؤية السعودية 2030.
وأعلن كل من جيمي ديمون الرئيس التنفيذي لجي بي مورغان تشيس، لورانس دي فينك الرئيس التنفيذي لبلاك روك، ستيفن شوارزمان الرئيس التنفيذي لبلاكستون جروب، ديان جرين الرئيسة التنفيذية لجوجل كلاود، روبرت باكيش
الرئيس التنفيذي لفياكوم، دارا خسروشاهی الرئيس التنفيذي لأوبر، ستيف كيس أحد مؤسسي شركة إيه أو إل، ريتشارد برانسون مؤسس مجموعة فيرجن، جيم يونغ كيم رئيس البنك الدولي، فاينانشال تايمز، بلومبيرغ إل بي، سي إن إن، نيويورك تايمز، ذي إيكونوميست، سي إن بي سي، ويليام كلاي فورد رئيس شركة فورد انساحبهم من المشاركة في مبادرة مستقبل الاستثمار ويعرف أيضاً بأسم دافوس الصحراء. أعلن سام ألتمان الرئيس التنفيذي ل واي كومبيناتور تعليق دوره الاستشاري في مشروع نيوم حتى يتم التوصل لسبب اختفاء خاشقجي.
كذلك أعلن أيضاً كل من برونو لو مير وزير المالية الفرنسي، فوبك هويكسترا وزير المالية الهولندي، ليام فوكس وزير الدولة لشؤون التجارة الدولية البريطانية،ستيفن منوشين وزير الخزانة الأمريكي، كريستين لاغارد مديرة صندوق النقد الدولي انساحبهم من المشاركة في المؤتمر. كذلك أعلنت حكومة كندا أنها لا تنوي إرسال أي شخص إلى المؤتمر.
في ضوء ذلك طالب خالد بن أحمد بن محمد آل خليفة وزير الخارجية البحريني بمقاطعة شركة أوبر في البحرين والسعودية. وحث «على مقاطعة أي شخص يقاطع السعودية».يذكر أن صندوق الاستثمارات العامة السعودي استثمر 3.5 مليار دولار في أوبر عام 2016.
طالب 4 نواب من مجلس الشيوخ الأمريكي من بينهم 2 أعضاء في لجنة مجلس الشيوخ الأمريكي للعلاقات الخارجية شركة دبليو دبليو إي إعادة النظر في علاقاتها التجارية مع السعودية لا سيما الحدث القادم كراون جويل.

## دور دحلان في جريمة خاشقجي
كشفت صحيفة يني شفق التركية أن القيادي المفصول من حركة التحرير الوطني الفلسطيني فتح محمد دحلان، له علاقة ودور فاعل في جريمة قتل الصحفي السعودي جمال خاشقجي. وأفادت الصحيفة – نقلًا عن مصدر مطلع – أن فريقًا مكونًا من أربعة أشخاص على صلة بدحلان المقيم في أبو ظبي وصل إلى تركيا قادما من لبنان قبل يومٍ واحد من جريمة القتل، ودخل القنصلية في يوم مقتل خاشقجي، وقام بمحاولة طمس الأدلة المتعلقة بجريمة القتل. وذكرت ذات الصحيفةِ أن دحلان – المقرب من ولي عهد أبو ظبي الشيخ محمد بن زايد – كان له دور نشط في تكوين فريق طمس أدلة اغتيال الصحفي السعودي، وأضافت أنه يُعتَقد أن الفريق نفسه هو الذي كان وراء اغتيال القيادي في حركة المقاومة الإسلامية حماس محمود المبحوح في دبي عام 2010.

## تحقيق دولي
قال مكتب حقوق الإنسان التابع للأمم المتحدة يوم الجمعة 25 يناير 2019 إن فريقا مؤلفا من ثلاثة خبراء دوليين سيجري تحقيقا في مقتل الصحفي السعودي جمال خاشقجي، برئاسة أجنيس كالامارد مقررة الأمم المتحدة المعنية بالقتل خارج نطاق القضاء والإعدام الفوري والتعسفي، والعضوان الآخران في الفريق هيلينا كيندي ودوارتي نونو فييرا.

## دعوى قضائيةلمراسلون بلا حدودفي ألمانيا
في الأول من مارس/آذار 2021، رفعت منظمة مراسلون بلا حدود دعوى جنائية أمام المحكمة الاتحادية للعدل في كارلسروه ضد ولي العهد السعودي الأمير محمد بن سلمان بتهمة ارتكاب "جرائم ضد الإنسانية" في مقتل خاشقجي، بالإضافة إلى الاحتجاز التعسفي لـ 34 صحفيًا. واستشهدت منظمة مراسلون بلا حدود بقانون الجرائم ضد القانون الدولي، والذي بموجبه يعتبر الصحفيون المحددون ضحايا لتهم متعددة تتعلق بجرائم ضد الإنسانية، "بما في ذلك القتل العمد والتعذيب والإكراه والاختفاء القسري والحرمان غير القانوني من الحرية البدنية والاضطهاد"."

## اللّجان الإلكترونية
عادَ مُصطلح الذباب الإلكتروني للواجهة مُجددًا بعد اغتيال الصحفي جمال خاشقجي وما تلا ذلك من ردود فعل محليّة وعالميّة. في المنحى ذاته؛ نشرت وكالة إن بي سي الأمريكية تقريرًا مفصلًا حول هذا الموضوع ضمّنت فيه قائمة تضم مئات الحسابات قام بجمعها المتخصص في تكنولوجيا المعلومات جوش روسيل والتي كانت تُعيد تغريد المواقف التي نشرتها حسابات موالية للحكومة السعودية. بشكلٍ عام؛ اعتمدت هذهِ الحِسابات على التشكيك في التقارير الإخبارية التي تقول إن خاشقجي قُتل داخل سفارة السعودية في إسطنبول مستخدمة في ذلك وسومًا –تُعرف بالهاشتاجات في عالم تويتر– مثل: #We_all_trust_Mohammad_Bin_Salman لدعم ولي العهد السعودي. بحسب ما جاءَ في التقرير فإنّ معظم هذه الحسابات قد أُنشئت عام 2012 بفارق دقائق عن بعضها البعض، مما يعزز نظرية أنها حسابات وهمية يستخدمها أشخاصٌ محددون بغرض التأثير في الرأي العام حسبَ ما جاء في التقرير. في السياق ذاته؛ نشرت صحيفة نيويورك تايمز يوم السبت الموافق لـ 20 أكتوبر –في ظل أزمة مقتل الصحفي جمال– تقريرًا مفصلًا عمّا قالت إنّها عبارة عن جيوش إلكترونية نشرتها السعودية على الإنترنت لمواجهة الصحافي جمال خاشقجي وغيره من منتقدي المملكة وجاءَ في التقرير كذلك أنّ المملكة قد شكلت «لجنة إلكترونية» على تويتر بمساعدة «جاسوس» داخل موقع التواصل لمراقبة حسابات المستخدمين المناوئين لسياسات المملكة. وذكرت الصحيفة أن ناشطين سعوديين دشنوا في عام 2010 حملة على مواقع التواصل الاجتماعي لمضايقة المنتقدين للسعودية كما نقلت ذات الجريدة عن مسؤولين أمريكيين وسعوديين قولهم إن سعود القحطاني –الذي أُقيل من منصبه على خلفيّة شكوك في تورطه في مقتل خاشقجي– وهو أحد مستشاري ولي العهد السعودي محمد بن سلمان هوَ مهندس إستراتيجية هذه الحملة. جديرٌ بالذكر هنا أنّ شركة تويتر قد رفضت التعليق على هذا التقرير ونفس الأمر فعلهُ ممثل للسفارة السعودية في واشنطن.

## المحاكمة
بدأت أول جلسات محاكمة المتهمين في يناير 2019، وبعد أن عقدت تسعة جلسات، حضرها ممثلين من أسرة خاشقجي. وممثلين من الدول الخمس دائمة العضوية في مجلس الأمن، وممثل لتركيا وممثلي المنظمات الحقوقية السعودية،
أعلنت النيابة العامة في السعودية، بعد جلسة المحاكمة العاشرة. صدور أحكام بالقتل قصاصاً على 5 متهمين في قضية مقتل الصحافي السعودي جمال خاشقجي.
وأوضح المتحدث باسم النيابة السعودية، أنه تم توجيه الاتهام إلى 11 موقوفاً، وجرى التحقيق معهم، والحكم على 5 بالإعدام وعلى 3 آخرين بالسجن في أحكام وصلت بمجملها إلى 24 عاماً. كما أضاف أن المحكمة ردت طلبات تتعلق بـ 10 أشخاص، وحكمت بإطلاق سراحهم لعدم كفاية الأدلة ومن بينهم أحمد عسيري نائب رئيس المخابرات، والمستشار في الديوان الملكي سعود القحطاني. وأشار إلى أن تلك الأحكام في قضية خاشقجي غير قطعية وقابلة للاستئناف، ومن بعد الاستئناف ترفع الأحكام إلى المحكمة العليا.
في 26 أبريل 2021، رحب إبراهيم كالين مستشار أردوغان والمتحدث باسم الرئاسة التركية بالمحاكمة التي أجرتها السعودية وقضت العام الماضي بسجن ثمانية متهمين بقتل خاشقجي بين سبع سنوات و 20 عاما. وقال كالين «لديهم محكمة أجرت محاكمات. اتخذوا قرارا وبالتالي فنحن نحترم ذلك القرار».

## العفو والتنازل
في الساعات الأولى من يوم الجمعة، 29 رمضان 1441 هـ، الموافق 22 مايو 2020، أعلن أولاد جمال خاشقجي، عن عفو عائلته عن قتلة والدهم، وذلك «لوجه الله تعالى»، حسبما جاء في تغريدة لولده البكر صلاح خاشقجي، نشرها على حسابه في تويتر. وقال صلاح خاشقجي: «في هذه الليلة الفضيلة من هذا الشهر الفضيل، نسترجع قول الله تعالى في كتابه الكريم: ﴿وَجَزَاءُ سَيِّئَةٍ سَيِّئَةٌ مِثْلُهَا فَمَنْ عَفَا وَأَصْلَحَ فَأَجْرُهُ عَلَى اللَّهِ إِنَّهُ لَا يُحِبُّ الظَّالِمِينَ ۝٤٠﴾ [الشورى:40]»، مضيفًا: «لذلك نعلن - نحن أبناء الشهيد جمال خاشقجي - أنّا عفونا عن من قتل والدنا - رحمه الله - لوجه الله تعالى، وكلنا رجاء واحتساب للأجر عند الله عز وجل»، خاتمًا تغريده بقوله «والحمد لله رب العالمين».
وفي الشريعة الإسلامية، وحسب الأنظمة القضائية المعمول بها في السعودية، فإن تنازل أولياء الدم - أي عائلة المجني عليه - عن القصاص، وهو حقٌ لا ينازِعُهم فيه أحد، يُعتبر تنازلهم هذا تنازلًا عن حقهم الخاص، ولكنّه لن يُعفي الجناة من الحق العام الذي تقره المحكمة المختصة.

## وصلة خارجية
- مقالات جمال خاشقجي في واشنطن بوست باللغتين العربية والإنجليزية